# Aligot comú
L'aligot comú (Buteo buteo) és una espècie d'ocell de la família dels accipítrids (Accipitridae). Es troba a la major part d'Europa i amplia la seva àrea de reproducció per gran part del Paleàrtic fins al nord-oest de la Xina (Tian Shan), l'extrem occidental de Sibèria i el nord-oest de Mongòlia. El seu estat de conservació es considera de risc mínim.
L'aligot comú mesura de 51 a 56 cm de llargària. Els adults generalment són de color marró fosc i tacats de blanc per sota. De vegades es veuen en petits grups. En ple vol, les ales són amples, i quan s'han desplegat, fan més d'un metre d'envergadura. Tal com fan els seus parents el falcó, el xoriguer, el milà negre, el milà reial i l'esparver vulgar, també aprofita els corrents d'aire per volar sense perdre altura. El seu nom científic prové del llatí buteo, que significa "aligot". També es coneix com a aligany o falcó reial a les Balears i miseroca o bisaroca al gironès.
És present en gairebé tot Europa, si bé al nord i nord-est només hi és present a l'estiu. Els joves de les poblacions centreeuropees hivernen al sud d'Europa, mentre que els adults passen tot l'any als territoris de cria; les poblacions d'Escandinàvia i Rússia, per contra, emigren senceres. A Catalunya el trobem en gran part del territori, on és relativament comú en hàbitats força variats (des de zones alpines a les planes de Lleida), sempre que tinguin bosc per a fer el niu i zones obertes per a caçar.
Pel que fa a la dieta és molt adaptable, però les seves potes dèbils i urpes curtes el capaciten sobretot per caçar animals petits, com esquirols i, sobretot, rates i ratolins, que solen ser la seva principal presa, fins al punt que en castellà es coneix l'aligot com a ratonero. Quan convé, però, també captures llangardaixos, serps, ocells joves i insectes, i no dubta a menjar despulles si troba algun animal mort.